# Protestas en Hong Kong de 2014
Las protestas en Hong Kong (en chino: 2014年9月至10月香港示威), llamadas también por la prensa occidental Revolución de los Paraguas (遮打革命, Zhē dǎ gémìng) o Primavera Asiática, comenzaron el 22 de septiembre de 2014, con una movilización organizada por el movimiento Occupy Central with Love and Peace y el consejo estudiantil Scholarism. Los integrantes de estos movimientos tomaron las calles principales de Hong Kong, región administrativa especial de la República Popular China, para demandar que se retire la reforma electoral del Congreso Nacional del Pueblo. En la actualidad este congreso solo permite votar a dos o tres candidatos seleccionados por un comité compuesto por 1200 personas con capacidad de elección, en su mayoría afines a los criterios de la política del Gobierno chino.

## Contexto

### Un país, dos sistemas

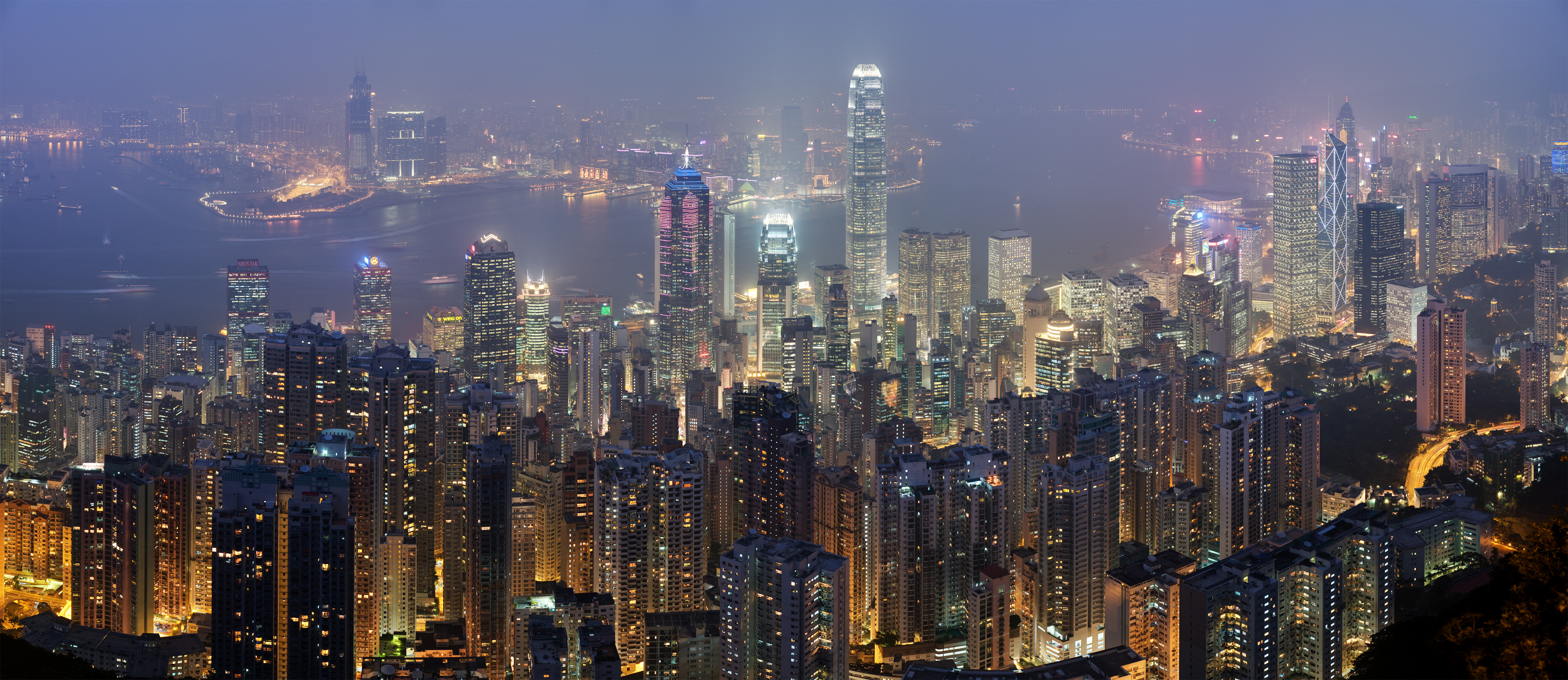
Skyline del centro financiero de Hong Kong.

Hong Kong es oficialmente una región administrativa especial de la República Popular China (en adelante, China). Este estatus permite que el gobierno regional, cuyo máximo mandatario es un representante ejecutivo, pueda promulgar sus propias leyes orgánicas. Esto se traduce en que Hong Kong goza de un alto grado de autonomía, mucho mayor que el del resto de subdivisiones administrativas de China. Junto con Macao, región también administrativamente especial, Hong Kong tiene un sistema político, administrativo y judicial al margen del de China asentado en un sistema capitalista denominado Un país, dos sistemas (一国两制). Incluso el territorio posee su propio sistema de aduanas y fronteras externas.
Este sistema, cuyo ideólogo fue Deng Xiaoping, quien pretendía que se aplicara a una reunificación final con la República de China, consiste en el mantenimiento de un sistema económico capitalista bajo la soberanía de un país de ideología oficial comunista.

### Reforma electoral contra el sufragio universal

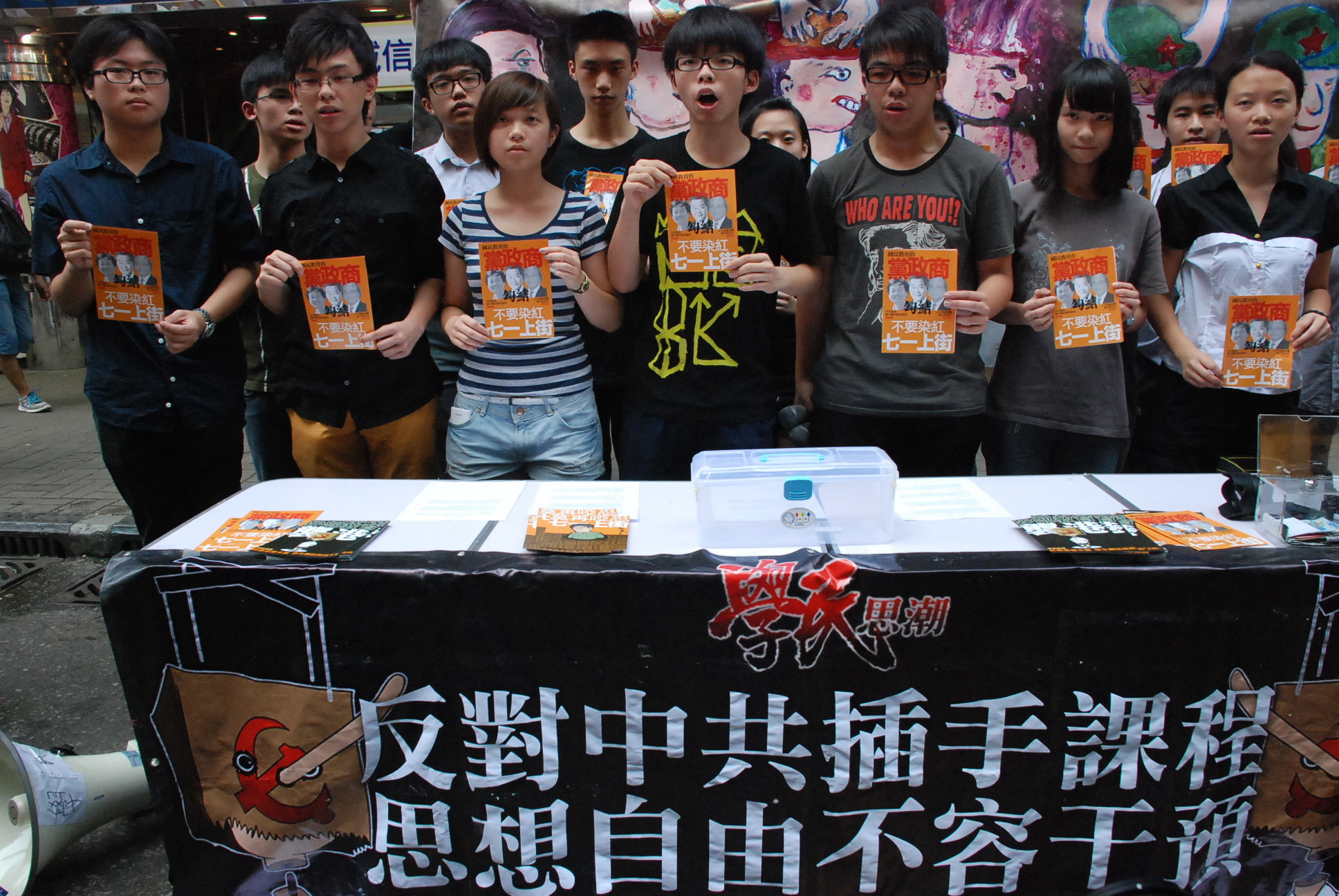
Jóvenes del movimiento Scholarism en 2012. En el centro su líder, Joshua Wong.

El 31 de agosto de 2014 el gobierno de China emitió una resolución que limitaba quién podía presentarse como candidato a las elecciones en Hong Kong, como las previstas para el año 2017.
El decreto establecía la formación de un comité para nominar de dos a tres candidatos, cada uno de los cuales debe recibir el apoyo de más de la mitad de los miembros del comité. Los candidatos deben amar al país China y a Hong Kong. Esto fue visto por algunos grupos, como el movimiento estudiantil Scholarism o el movimiento Occupy Central with Love and Peace, como un intento de limitar los candidatos a personas afines al régimen chino, al tiempo que criticaban que dicho comité estaba formado solo por sus partidarios.
Los principales organizadores del movimiento Occupy Central son Benny Tai, un profesor de derecho, Chan Kin-man, profesor de sociología y Chu Yiu-ming, un ministro de la iglesia.
Paralelamente, Joshua Wong fundó el movimiento estudiantil Scholarism, que criticaba el sistema educativo impuesto desde China continental, rechazando la instrucción del nacionalismo estadista del gobierno comunista. Según recogió el medio alternativo de información LibreRed, la asociación habría recibido 460.000 dólares en 2012 del gobierno de Estados Unidos a través de la fundación National Democratic Institute for International Affairs.

## Cronología

### Huelga estudiantil

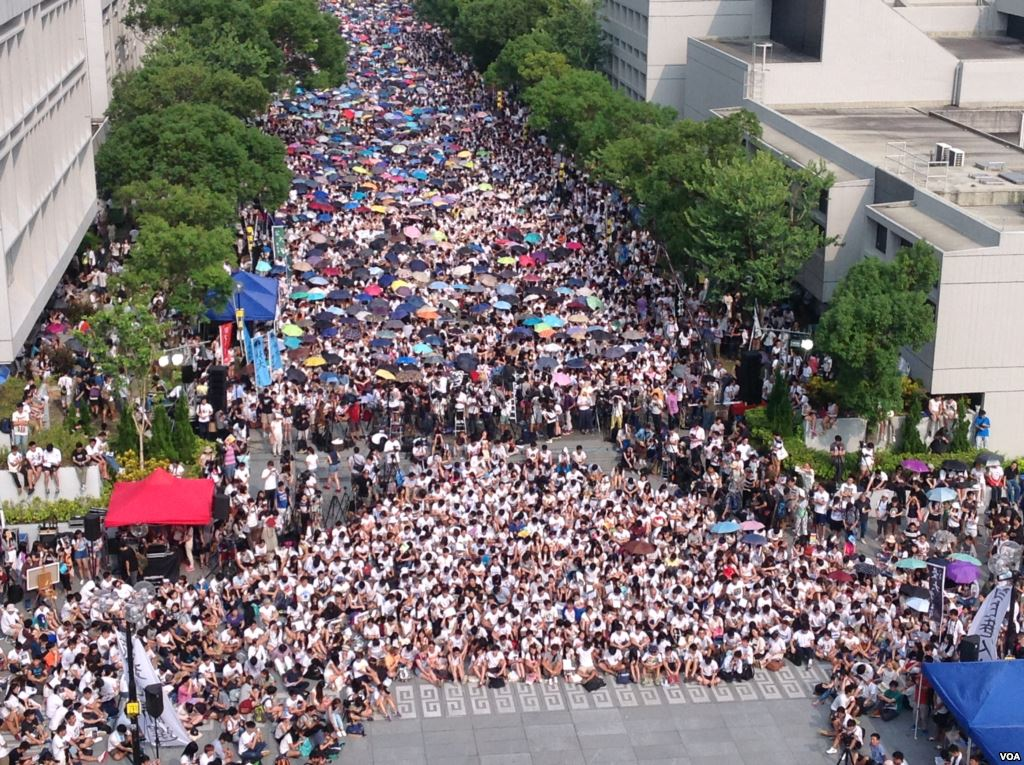
Alumnado en huelga en el University Mall, CUHK

Las protestas contra el decreto de China que impedía la libre elección de candidatos electorales comenzaron como una huelga estudiantil coordinada conjuntamente por Scholarism y la Federación de Estudiantes de Hong Kong.
Los manifestantes empezaron a reunirse en la Avenida Tim Mei, junto a la entrada este del Complejo Central del Gobierno. En torno a las 22:30 del 26 de septiembre, Joshua Wong y otros cien estudiantes fueron a "reclamar" la Plaza Cívica, que se había convertido en parte de las oficinas del gobierno, tratando de derribar las vallas que se situaban en torno a un podio coronado con una  bandera china. Las fuerzas policiales se movilizaron en la plaza y empezaron a sacar, literalmente, a cada uno de los manifestantes durante casi dos horas.

### Primeras manifestaciones y uso de gas lacrimógeno por parte de la policía
- 28 de septiembre de 2014 - a la 1:40 de la madrugada, Benny Tai inició el movimiento de la campaña Occupy Central en una manifestación que estaba tomando lugar en el Complejo Central del Gobierno en la Avenida Tim Mei.[15][16] Originalmente, su inicio estaba planeado para el 1 de octubre, pero se adelantó para unirse a los jóvenes que ya habían salido a la calle.[15][17]

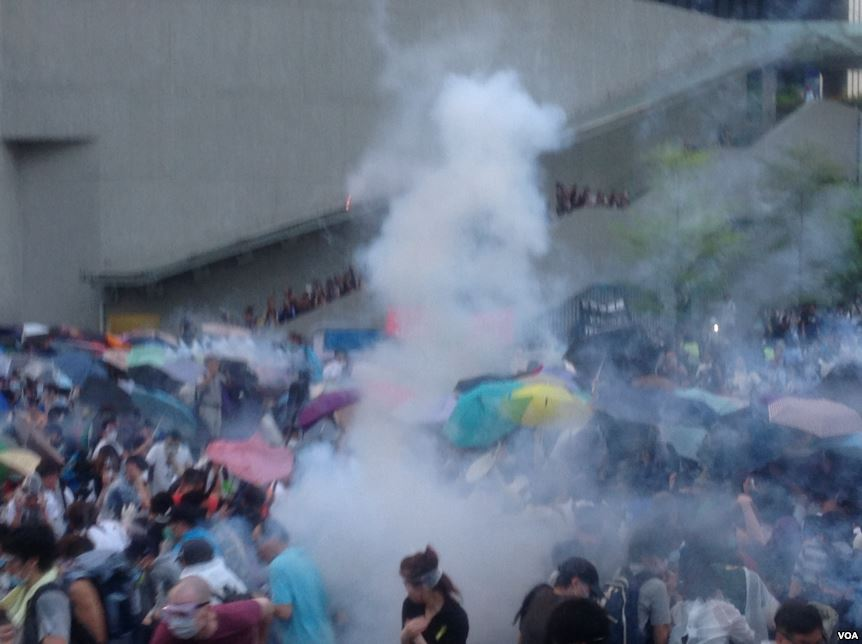
Gas lacrimógeno lanzado a los manifestantes en la sede del gobierno

La mañana de ese mismo día, las protestas crecieron después de que la policía bloqueara las carreteras y calles que accedían a la Avenida Tim Mei. Los líderes de los manifestantes llamaron a los ciudadanos a acudir a Admiralty y bordear a la policía. La tensión en el cruce de la Avenida Tim Mei y la Harcourt Road siguió creciendo hasta que los empujones de los manifestantes hicieron que la policía usara sprays de pimienta. Por la tarde, la policía antidisturbios avanzó hacia Admiralty, mientras que la policía avanzaba hacia el distrito Central Central y Oeste y Sheung Wan. En ese momento, las fuerzas del orden empezaron a disparar gas lacrimógeno contra los manifestantes, que rápidamente distribuyeron máscaras y botellas de agua entre ellos. Como consecuencia del ataque, los manifestantes se cobijaron en Admiralty. No obstante, el uso del gas sobre manifestantes desarmados y aparentemente pacíficos provocó que más ciudadanos se unieran al movimiento, ocupando las áreas comerciales de Causeway Bay y Mong Kok.
- 29 de septiembre de 2014 - Miles de personas se unen a la campaña, ocupando Causeway Bay y parte de Mong Kok.[24] La policía empieza a retirarse de ciertas áreas.[25]  Bancos y empresas de la isla de Hong Kong no abren sus puertas. Escuelas en el distrito de Wan Chai y el distrito de Central y Oeste suspenden sus actividades.[26] China censura Instagram para impedir la subida de imágenes sobre la movilización,[27] además bloquea en la plataforma Weibo el acceso a palabras clave como «estudiantes de Hong Kong» y «Occupy Central».[28]

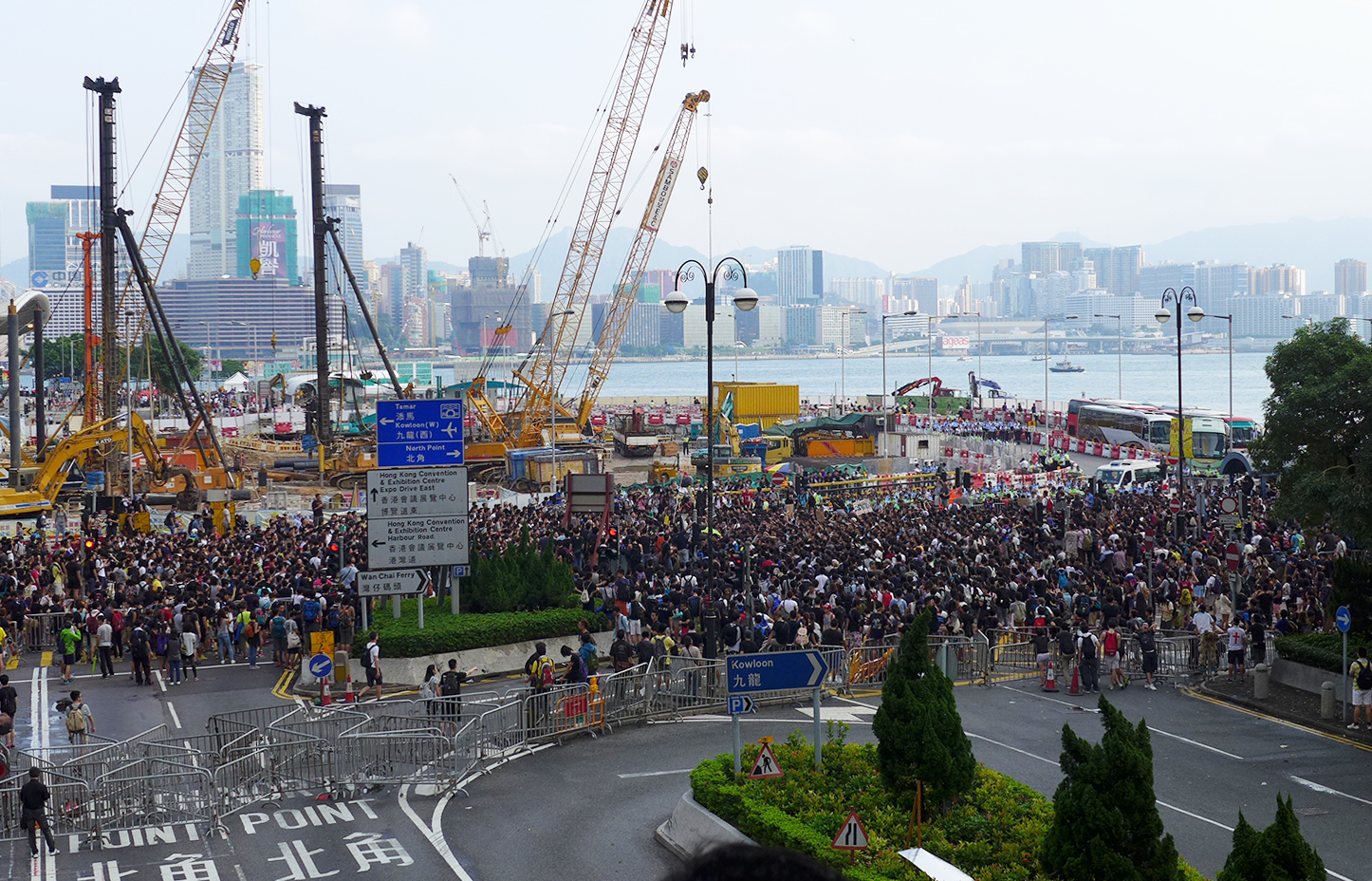
Manifestantes en la Golden Bauhinia Square

- 1 de octubre - Joshua Wong y otros miembros de Scholarism acudieron a manifestarse a la ceremonia del Día Nacional de la República Popular China bajo la promesa de no gritar ni hacer ningún gesto cuando la bandera se izara. En su lugar, los estudiantes dieron la espalda a la bandera para mostrar su descontento. El concejal del distrito, Paul Zimmerman, abrió un paraguas durante el acto de recepción como protesta.[29][30][31]

- 2 de octubre - Los activistas siguieron manifestándonse en torno a la sede general del gobierno en la Avenida Tim Mei para pedir un cambio de Gobierno.[32] Minutos antes de medianoche, Leung Chun-ying, el jefe de gobierno de la ciudad, anunció su intención de seguir en el cargo y dijo que su segunda al mando, Carrie Lam, llevaría a cabo una ronda de negociaciones con los manifestantes.[33]

### Estallido de violencia en Mong Kok y nuevas manifestaciones

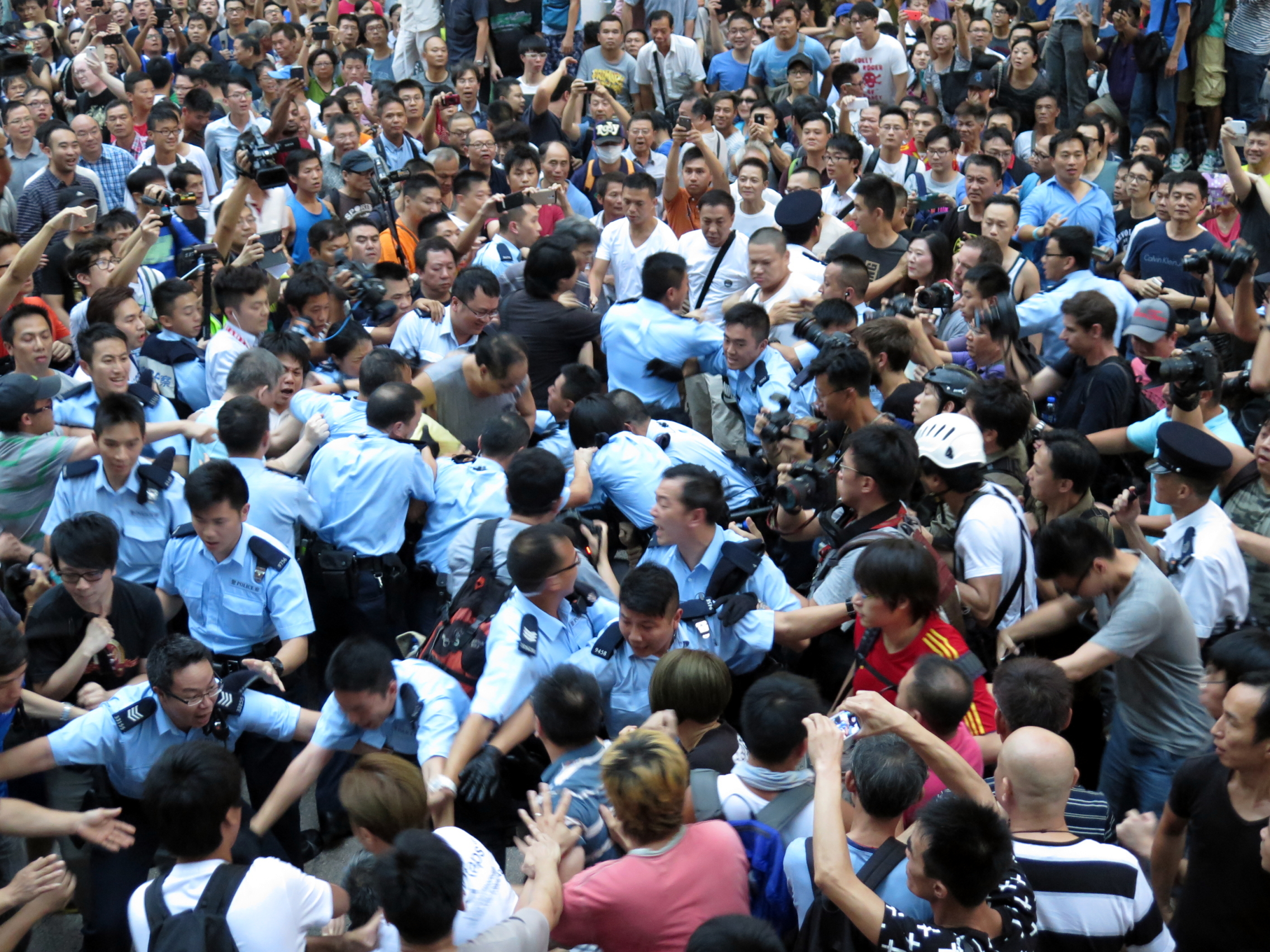
Policía entre manifestantes y miembros de las tríadas en Mong Kok

- 3 de octubre - Se produjeron los primeros enfrentamientos en Mong Kok, Kowloon y Causeway Bay. Grupos de opositores al movimiento y personas cuyo día a día se había visto afectado, golpearon a los manifestantes y destruyeron varias tiendas de campañas.[34][35][32][36][37] El grupo de Mong Kok también atacó a varios reporteros.[34][36]

Los manifestantes acusaron a la policía de no hacer nada para impedir los ataques, los cuales fueron vinculados a las Tríadas, y acusaron al Gobierno de organizarlos para acabar con las protestas. Otros medios de prensa sin embargo hablaron de que las tríadas, como propietarios de numerosos negocios en Mong Kok,  podrían tener sus propias motivicaciones para acabar con las protestas, sin que el gobierno tuviera relación con los hechos. Amnistía Internacional condenó a la policía por fallar en defender a los manifestantes.
- 4 de octubre - El 4 de octubre se manifestaron personas partidarias del Gobierno llevando cintas azules para defender que las tácticas usadas por la policía el día anterior fueron las adecuadas.[32] Mientras tanto, la Federación de Estudiantes de Hong Kong exigió al gobierno explicaciones de los hechos y anunciaron que seguirían ocupando las áreas de Mong Kok y Causeway Bay.[40]

### Fracaso de las negociaciones y construcción de barricadas

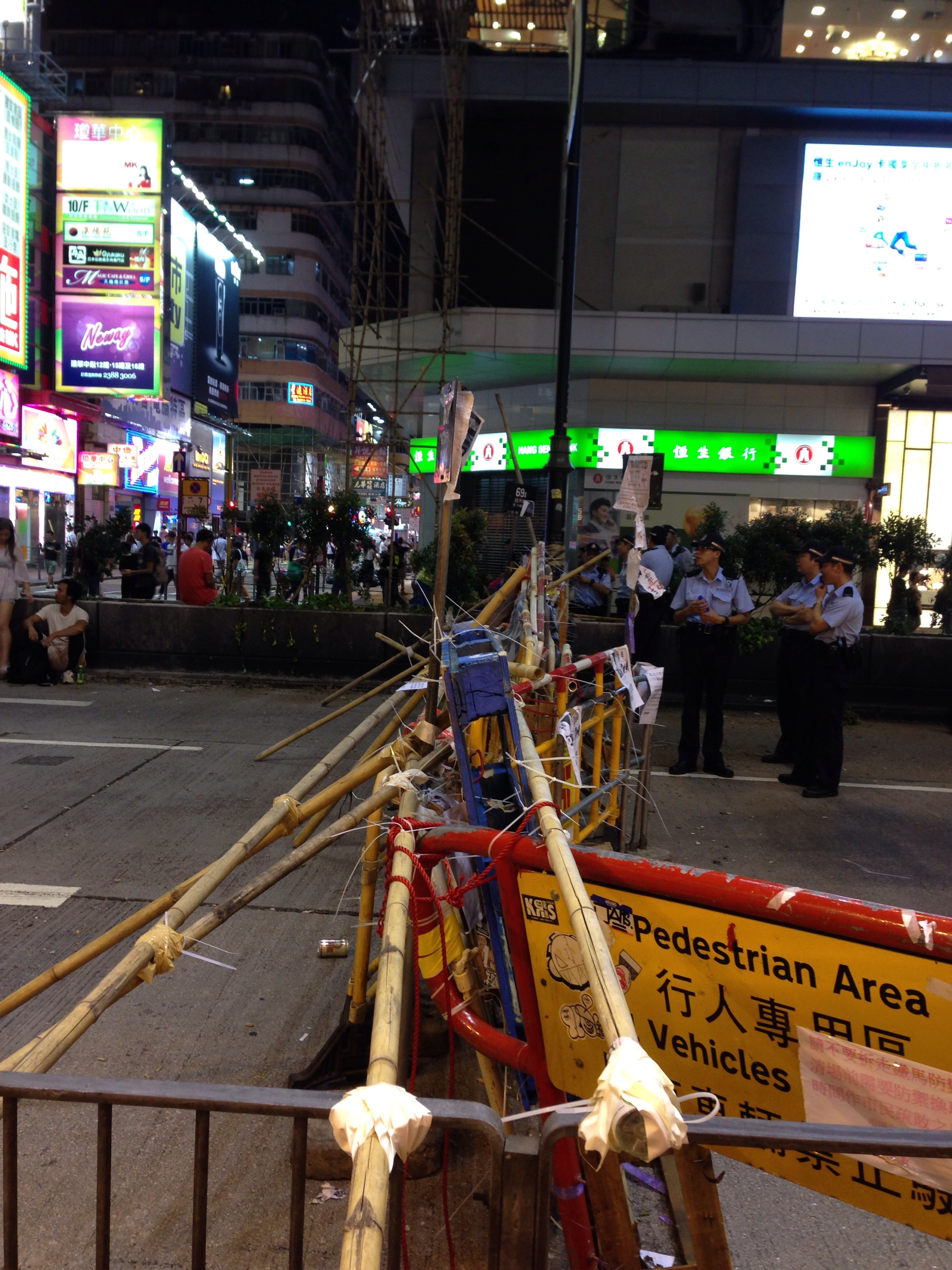
Barricadas establecidas por los manifestantes en Mong Kok

Tras varios días sin protestas, a la espera de una solución negociada, el 9 de octubre, el gobierno anunció la cancelación de todas las negociaciones con los manifestantes y de una reunión planeada para el día 10. Esto provocó que miles de manifestantes volvieran a tomar las calles, muchos de hechos trayendo con ellos tiendas de campaña. Más de cien barricadas fueron colocadas en la Harcourt Road y  Admiralty, junto con puestos de comida y primeros auxilios.

## Sondeos y encuestas
- La Universidad de Hong Kong comunicó que el 46,3% de los residentes se opone a este movimiento, mientras que el 31,3% lo respalda. Al mismo tiempo, el 47% de personas menores de 24 años apoya a Occupy Central, en comparación con el 20,9% de los que tienen entre 40 y 59 años. De acuerdo con The Wall Street Journal, esto se debe a que los adultos de Hong Kong, a diferencia de los jóvenes, son cautelosos con respecto a la idea de enfrentarse con el gobierno central, aunque son escépticos hacia las intenciones de China.[45] La Universidad señala además que un 67,3% de la población se siente hongkonés, mientras que un 31,1% se siente chino.[46]

- La Universidad China de Hong Kong asegura además que un 43,6% de la población se declara abiertamente en contra de las últimas medidas del Gobierno chino, el porcentaje más alto desde el comienzo de esta encuesta en 2009.[47]

## Reacciones en otros países

### Reino Unido
El ministerio exterior del Reino Unido ha publicado una declaración que expresa “su preocupación sobre la situación en Hong Kong” y está “monitorizando el evento con cuidado”. Según la declaración, “La posición del Reino Unido sobre Hong Kong desde hace mucho tiempo es que su prosperidad y seguridad están sujetas al ejercicio de derechos y libertades fundamentales, incluyendo el derecho de manifestarse.” También declaró que “es muy importante que Hong Kong preserve estos derechos y que la población los ejerza conforme a la ley.”
En Twitter, Nick Clegg escribió que el Reino Unido estaba comprometido a la fórmula de “un país, dos sistemas”. Añadió que el sufragio universal debe significar opciones reales para la gente de Hong Kong y una participación adecuada de la gente en la elección de 2017.
El gobierno chino ha reaccionado furiosamente hacia estas preocupaciones internacionales sobre las protestas. Hua Chunying, una portavoz del ministerio exterior, dijo en una rueda de prensa en Pekín que “El asunto de Hong Kong es puramente interno. Nos oponemos firmemente al apoyo de cualquier país en actividades ilegales, como la de Occupy Central.”

### Estados Unidos
El 1 de octubre, el presidente Barack Obama se reunió con el ministro exterior chino, Wang Yi. En la reunión, Obama expresó que los Estados Unidos está siguiendo el desarrollo de las protestas en Hong Kong. Expresó su deseo que la diferencia entre el gobierno y las manifestantes sea resuelto en paz. Según una declaración de la Casa Blanca, “Los Estados Unidos han apoyado el sistema abierto que es importante para la estabilidad y la propiedad de Hong Kong”.
El miércoles anterior, el secretario de los Estados Unidos John Kerry, había hablado junto a Wang. Dijo que los Estados Unidos cree que Hong Kong debe tener “el más alto nivel posible de autonomía”, y también instó a moderación de la autoridad. Wang, por su parte, expresó que las protestas son “asuntos interiores de China” y que otros países deben respetar su soberanía.
Los protestantes han buscado el apoyo moral de los Estados Unidos. La Casa Blanca respondió a una petición en línea que recibió 196 000 firmas, la cual exige que Obama presione el gobierno chino para que cumpla su promesa de elecciones democráticas en Hong Kong. En su respuesta, La Casa Blanca declaró que la legitimidad de los líderes en Hong Kong iba a mejorar mucho si hubieran opciones genuinas de candidatos que representaran los deseos de las votantes.

## Condena judicial
El 9 de abril de 2019 nueve destacados activistas de la Revolución de los Paraguas fueron declarados culpables de cargos como incitación, conspiración y alteración del orden público. El Tribunal de Kowloon Oeste encontró a Benny Tai, Chan Kin Man, Chu Yiu Ming, Tanya Chan, Shiu Ka Chun, Raphael Wong, Tommy Cheung, Eason Chung y Lee Wing Tat culpables de delitos como «causar disturbios a través de la obstrucción ilícita de lugares públicos» e «incitar y movilizar a manifestantes» a alterar el orden público cuando comenzaron las protestas, que duraron 79 días.